# Бхимрао Рамджи Амбедкар
Бхимрао Рамджи Амбедкар (на английски: Bhimrao Ramji Ambedkar, марати : भिमराव रामजी आंबेडकर) е индийски философ, икономист, юрист, политик и социален реформатор. Той е основният създател на Индийската конституция и баща основател на Индийската република. С цел борба с дискриминацията на „недосегаемите“ – стоящите на най-ниското стъпало в кастовата система въвежда за тях термина „далит“ – угнетен, и създава необудисткото движение, възраждайки тази религия в Индия.
Роден е на 14 април 1891 година. Завършва Лондонското училище по икономика, Колумбийския и Лондонския университет.